# Johannes Rijpstra
Johannes Rijpstra (Arum, 29 juli 1889 – Hamburg-Hammerbrook (buitenkamp van Neuengamme), 9 december 1944) was een Nederlands politicus voor de ARP.

## Jeugd
Op jonge leeftijd emigreert Rijpstra, zoon van veldwachter Hedzer Rijpstra en Kornelische Kingma, vanuit Friesland naar de Verenigde Staten. Samen met zijn ouders en drie stuks bagage reist hij op de SS Werkendam vanuit Rotterdam via Boulogne (Frankrijk) naar New York waar ze op 12 mei 1893 op Ellis Island arriveren. Het gezin vestigt zich in Paterson, New Jersey. Binnen een jaar keren ze terug naar Friesland waar vader Rijpstra gemeenteveldwachter wordt in Kollum.

## Van ambtenaar tot burgemeester
Rijpstra verhuist op 18-jarige leeftijd van Ferwerderadeel, waar hij op dat moment werkzaam was als ambtenaar, naar Purmerend waar hij voor de gemeente gaat werken. In 1910 vertrekt hij naar de gemeente Enschede waar hij voor de afdeling financiën gaat werken. In september 1915 gaat hij naar de Achterhoek. Daar gaat hij als gemeentesecretaris werken in de plaats Zelhem. Op 2 februari 1921 wordt Rijpstra benoemd tot burgemeester van de Achterhoekse gemeente. Na enkele jaren wordt hij bovendien verkozen tot lid van de Provinciale Staten van Gelderland. Hij was lid van de fractie van de ARP.

## Burgemeester in oorlogstijd
Als op 10 mei 1940 Duitsland Nederland binnenvalt, blijft Rijpstra aan als burgemeester. Hij zet zich zo veel mogelijk in voor zijn dorpsgenoten, en heeft te maken met de dilemma's van een burgemeester in oorlogstijd. Waarbij hij veel overlegde met onder andere collega-burgemeester Joost Boot van de gemeente Wisch.
In oktober 1940 wordt Rijpstra met andere ARP-prominenten gearresteerd en zit hij enkele dagen vast in Scheveningen. Zijn medegevangenen zijn onder anderen Lodewijk Duymaer van Twist en dichter Carel Gerretson. Hij wordt als gijzelaar vastgezet voor de in Indië gearresteerde NSB'ers en Duitsers. Rijpstra zou hiervoor naar Buchenwald worden overgebracht maar om onduidelijke redenen wordt hij vrijgelaten. Ook hierna blijft hij aan als burgemeester.

## Arrestatie
Als in 1944 in Ruurlo een man wordt aangehouden die valse distributiekaarten op zak had van de gemeente Zelhem, vermoeden de nazi's dat er op het Zelhemse gemeentehuis gesjoemeld wordt. Op 23 juni wordt Rijpstra gearresteerd. Hij wordt vastgezet in de Koepel van Arnhem. Op 29 augustus wordt hij overgeplaatst naar Kamp Amersfoort. En een maand later op 9 oktober wordt hij op transport gesteld naar Duitsland. In het concentratiekamp Neuengamme nabij Hamburg wordt hij eerst in quarantaine gehouden. Vervolgens wordt hij naar het buitenkamp Wedel overgebracht. Daar moet hij tankgrachten graven. Hierna wordt hij naar Hamburg-Hammerbrook gestuurd. Daar moet hij samen met 2000 andere gevangenen het puin en de lijken ruimen van het bombardement op Hamburg van 1943. Ruim 800 gevangenen overleven dit buitenkamp niet. Ook Rijpstra sterft op 9 december 1944. Om 15.00 uur volgens het Dodenboek aan Enteritis. Postuum werd hem in begin jaren tachtig het Verzetsherdenkingskruis toegekend.

## Trivia
- Na de oorlog werd in Zelhem de Koestraat omgedoopt tot Burgemeester Rijpstrastraat.
- Hij was ruim 23 jaar burgemeester van Zelhem van februari 1921 tot zijn arrestatie in juni 1944. Daarmee is hij de langst zittende burgemeester die Zelhem ooit gehad heeft.

## Familie
- Hedzer Rijpstra (1919-2011), burgemeester (Smilde, Terneuzen, Almelo) en Commissaris der Koningin (Friesland) (zoon)
- Jan Rijpstra (1955), gymnastiekleraar, sportbestuurder en politicus (onder andere burgemeester) (kleinzoon)

## Publicatie over Rijpstra
- Arend Hulshof: Rijpstra's ondergang. Het lot van een burgemeester in oorlogstijd. Amsterdam, Querido, 2016. ISBN 978-90-214-0204-8